# الاختراق (فلم 1979)
الاختراق (بالإنجليزية: Breakthrough)، هي فيلم ألماني من تصنيف دراما والحرب، عرضت في صالات السينما سنة 1979، من إخراج أندرو في. مكلاغلن، ومن بطولة ريتشارد برتون وروبرت ميتشوم ورود ستايغر.

## قصة
تدور أحداث القصة أثناء انسحاب القوات الألمانية من الجبهة الشرقية أثناء الحرب العالمية الثانية، وأن القوات الألمانية تضطر الانتظار لقوات التحالف لمنع التقدم نحو فرنسا عام 1944، وتنتهي الفيلم باستسلام ألماني أمام القوات الأمريكية.